# 関川郁万
関川 郁万（せきがわ いくま、2000年9月13日 - ）は、東京都八王子市出身のプロサッカー選手。Jリーグ・鹿島アントラーズ所属。ポジションはディフェンダー（センターバック）。

## 略歴
東京都出身でFC多摩から流通経済大学付属柏高校に進学。流通経済大学付属柏高校では1年時から主力としてプレーし、2年時には全国高等学校総合体育大会で優勝に貢献した。2018年5月、鹿島アントラーズに内定が発表された。3年時の全国高校サッカー選手権大会では、決勝で青森山田高校に敗れ2年連続準優勝となるも、大会で3得点をあげる活躍を見せ 優秀選手の一人に選ばれた。
2019年より鹿島アントラーズに入団した。4月24日、AFCチャンピオンズリーグ第4節の慶南FC戦でプロデビューを果たした。
2020年2月23日、開幕戦のサンフレッチェ広島戦でJ1デビューを果たした。
2021年4月3日、第7節の浦和レッズ戦でプロ初ゴールを記録。
2025年、副キャプテンに就任。

## 所属クラブ
- アルテ狭間/みころも（八王子市立みなみ野小学校）
- FC多摩（八王子市立みなみ野中学校）
- 流通経済大学付属柏高等学校
- 2019年 -  鹿島アントラーズ

## 個人成績
| 国内大会個人成績 | 国内大会個人成績 | 国内大会個人成績 | 国内大会個人成績 | 国内大会個人成績 | 国内大会個人成績 | 国内大会個人成績 | 国内大会個人成績 | 国内大会個人成績 | 国内大会個人成績 | 国内大会個人成績 | 国内大会個人成績 |
| 年度             | クラブ           | 背番号           | リーグ           | リーグ戦         | リーグ戦         | リーグ杯         | リーグ杯         | オープン杯       | オープン杯       | 期間通算         | 期間通算         |
| 年度             | クラブ           | 背番号           | リーグ           | 出場             | 得点             | 出場             | 得点             | 出場             | 得点             | 出場             | 得点             |
| 日本             | 日本             | 日本             | 日本             | リーグ戦         | リーグ戦         | リーグ杯         | リーグ杯         | 天皇杯           | 天皇杯           | 期間通算         | 期間通算         |
| ---------------- | ---------------- | ---------------- | ---------------- | ---------------- | ---------------- | ---------------- | ---------------- | ---------------- | ---------------- | ---------------- | ---------------- |
| 2019             | 鹿島             | 33               | J1               | 0                | 0                | 0                | 0                | 1                | 0                | 1                | 0                |
| 2020             | 鹿島             | 33               | J1               | 15               | 0                | 2                | 0                | -                | -                | 17               | 0                |
| 2021             | 鹿島             | 33               | J1               | 13               | 1                | 7                | 0                | 1                | 0                | 21               | 1                |
| 2022             | 鹿島             | 5                | J1               | 32               | 0                | 4                | 0                | 5                | 1                | 41               | 1                |
| 2023             | 鹿島             | 5                | J1               | 30               | 2                | 6                | 0                | 1                | 0                | 37               | 2                |
| 2024             | 鹿島             | 5                | J1               | 37               | 1                | 2                | 0                | 4                | 0                | 43               | 1                |
| 通算             | 日本             | 日本             | J1               | 127              | 4                | 21               | 0                | 12               | 1                | 160              | 5                |
| 総通算           | 総通算           | 総通算           | 総通算           | 127              | 4                | 21               | 0                | 12               | 1                | 160              | 5                |

| 国際大会個人成績 | 国際大会個人成績 | 国際大会個人成績 | 国際大会個人成績 | 国際大会個人成績 |
| 年度             | クラブ           | 背番号           | 出場             | 得点             |
| AFC              | AFC              | AFC              | ACL              | ACL              |
| ---------------- | ---------------- | ---------------- | ---------------- | ---------------- |
| 2019             | 鹿島             | 33               | 2                | 0                |
| 通算             | AFC              | AFC              | 2                | 0                |

出場歴
- 公式戦初出場 - 2019年4月24日 ACL第4節 vs慶南FC戦 (カシマサッカースタジアム)

## タイトル

### クラブ
流通経済大学付属柏高校
- 全国高等学校総合体育大会：1回（2017年）

### 個人
- 全国高等学校サッカー選手権大会 優秀選手：2回（2017年、2018年）
- 全国高等学校総合体育大会 優秀選手：2回（2016年、2017年）

## 代表歴
- U-17日本代表
  - 国際ユースサッカーin新潟（2017年）
- U-20日本代表
  - 千葉トレーニングキャンプ（2019年）[11]